# Kot (województwo warmińsko-mazurskie)
Kot (niem. Omulefofen) – wieś w Polsce, położona w województwie warmińsko-mazurskim, w powiecie szczycieńskim, w gminie Jedwabno. Leży ok. 10 km na południowy zachód od Jedwabna, w odległości ok. 1 km od drogi wojewódzkiej 545 Jedwabno – Nidzica. Przez wieś przepływa rzeka Omulew wypływająca z Jeziora Omulew.

## Historia
Początki wsi datują się na wczesne lata XVII wieku.
W XVIII wieku dokumenty określały miejscowość jako produkującą smołę (pracowało tam wtedy pięciu smolarzy).
Do roku 1945 wieś nosiła nazwę Omulefofen (niem. Omulewski Piec).
W latach 1975–1998 miejscowość położona była w województwie olsztyńskim.

## Zabytki
Na terenie wsi znajduje się zamknięty cmentarz ewangelicki.

## Dobra kultury
- w 1939 r. we wsi było 58 gospodarstw chłopskich, przy czym wszystkie miały swe zagrody w obrębie zwartej zabudowy wsi;
- we wsi od XVIII w. była szkoła, dla której nowy dwuizbowy budynek wzniesiono w 1894 roku[4].